# Matt Wiese
Matthew Robert "Matt" Wiese (22 de septiembre de 1971) es un actor y ex luchador profesional. Es conocido por su paso en la World Wrestling Entertainment con el nombre de Luther Reigns, donde actuó en la marca SmackDown.

## Vida personal
A principios de 2006, comenzó a trabajar como guardaespaldas, sobre todo para la convención AVN de pornografía en Las Vegas.
El 19 de abril de 2010, se informó que Wiese había sufrido un derrame cerebral en diciembre de 2009. Weise dijo que creía que su uso de esteroides, que se inició durante su estancia en la Universidad Estatal de Arizona, y la adicción a calmantes que desarrolló a partir de la lucha libre fueron los factores que contribuyeron a la causa del accidente cerebrovascular. Wiese dijo que el golpe «tenía que suceder» y que «fue un regalo de Dios».

## Carrera

### World Championship Wrestling (1997–1998)
Tras completar su formación en la Power Plant, Wiese comenzó su carrera de lucha como un talento en mejora para la World Championship Wrestling en 1997 con el nombre de Horshu. Para complementar el nombre, tenía el pelo afeitado en forma de herradura y mencionaba la palabra "shu" en sus promociones, que sobre todo dio lugar a su eslogan "There's no business like 'shu' business, baby!" (No hay negocio como el "shu "de negocios, baby!)

### World Wrestling Entertainment (2004–2005)

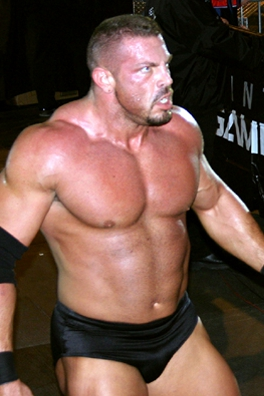
Reigns en un House Show de WWE.

#### 2004
Después de unos combates no televisados y Dark Matches antes de Raw en 2003 y 2004, Wiese fue promovido al plantel principal en abril de 2004 bajo el nombre de Luther Reigns, debutante el 29 de abril en SmackDown! donde se convirtió en el "asistente" del entonces gerente general de SmackDown!, Kurt Angle. Reigns se estableció como heel y el 17 de junio en SmackDown!, hizo su debut derrotando a Funaki. En The Great American Bash, Reigns derrotó a Charlie Haas, un exmiembro del equipo de Kurt Angle, con quien Angle mantuvo un feudo aquella época. El feudo continuó entre ambos, luego que el 1 de julio en SmackDown!, Haas impidiera que Reigns luchara contra el árbitro Charles Robinson. Los siguientes meses también entró en feudo con el campeón de los Estados Unidos John Cena, quién tenía problemas con Angle. El 8 de julio Reigns y Kenzo Suzuki atacaron a Cena antes de su combate con Booker T. Cena y Reigns se enfrentaron el 22 de julio en SmackDown!, siendo derrotado. Luego que Angle despojara a Cena del Campeonato; el 29 de julio Reigns participó en un combate de eliminación por el Campeonato de los Estados Unidos, pero Booker ganó. Luego de que Vince McMahon despidiera a Angle como General Mánager de SmackDown!, Reigns dejó de ser asistente, pero continuó sirviendo de guardaespaldas de Angle. El 12 de agosto en SmackDown!, Reigns formó parte del Team Booker junto a Booker y René Duprée, siendo derrotados por el Team Cena (Cena, Haas y Rob Van Dam). En SmackDown! el 23 de septiembre, Reigns y Angle presentaron a Mark Jindrak como nuevo miembro de su equipo, quien durante un combate por parejas entre Angle y Reigns contra Eddie Guerrero y Big Show atacó a Show junto a Reigns y Angle rapándole la cabeza. Luego de que Jindrak se uniera, esto dio inicio a la creación de un nuevo Team Angle entre los 3 con Angle de líder. Esto daría inicio a un feudo con Show. Así mismo Angle mantenía un feudo con Eddie Guerrero, por lo que Reigns enfrentó a Eddie en No Mercy, siendo derrotado a pesar de las continuas interferencias de Jindrak. El 14 de octubre en SmackDown!, Eddie y Reigns se enfrentaron en la revancha, perdiendo por descalificación debido a la intervención de Jindrak y atacando a Guerrero hasta que Show llegó a salvarle. En Survivor Series, participó en el Team Angle (Angle, Carlito, Reigns & Jindrak) enfrentando al Team Guerrero (Eddie, Show, RVD & Cena), durante el cual fue eliminado por Show y su equipo perdió. Reigns, Angle & Jindrak siguieron enfeudados con Show, siendo los 3 derrotados por el en un Handicap Match en Armageddon.

#### 2005
Tanto Reigns como Jindrak continuaron ayudando e interfiriendo luchas de Angle. El 13 de enero en SmackDown!, Reigns & Jindrak lucharon por los Campeonatos en Parejas de la WWE frente a Rey Mysterio & Rob Van Dam, Eddie Guerrero & Booker T y The Basham Brothers (Danny & Doug Basham), siendo estos últimos los ganadores. Así mismo, en Royal Rumble trataron de contrarrestar la ayuda de The Cabinet (Orlando Jordan & The Basham Brothers) hacia JBL durante el combate por el Campeonato de la WWE entre JBL, Angle y Big Show, aunque JBL terminaría reteniendo el Título. En el mismo evento Reigns participó del Royal Rumble Match entrando como el número 12, pero fue eliminado por Booker T. El 3 de febrero en SmackDown! Reigns junto a Jindrak empezezaron un feudo con Undertaker luego de que impidieran que ganase un combate contra René Duprée para así asegurar de que Kurt Angle pasara directamente a la final del torneo para ser retador al Campeonato de la WWE. Debido a esto, se separaron de Angle para dedicarse completamente al feudo con Undertaker. El 4 de febrero (emitido el 10) en un SmackDown! desde Japón, Reigns & Jindrak iban a enfrentar a The Basham Brothers por los Campeonatos en Parejas, pero el combate quedó sin resultado luego de que Undertaker apareciera y atacar a Jindrak. El 17 de febrero en SmackDown!, Jindrak fue derrotado por Undertaker luego que Reigns interfiriera atacando con una cámara de televisión a Undertaker. Reigns y Undertaker se enfrentaron en No Way Out, siendo derrotado. Luego de esto su equipo con Jindrak comenzó a decaer. Reigns se molestó con Jindrak el 24 de febrero en SmackDown! durante un Handicap Match contra Undertaker, luego que Reigns se negara a darle el relevo, siendo derrotados. Luego del combate discutieron y se atacaron, teniendo que se separados por seguridad. El 3 de marzo, Reigns & Jindrak lucharon contra Eddie Guerrero & Rey Mysterio por los Campeonatos en Parejas de la WWE, siendo derrotados. Tras el combate, Jindrak trató de ayudar a Reigns, pero Reigns golpeó a Jindrak. Los 2 siguieron discutiendo hasta que Jindrak atacó a Reigns, cambiando Jindrak a Face y acabando el equipo. La siguiente semana en SmackDown!, Reigns enfrentó a Jindrak, siendo derrotado. El 24 de marzo en SmackDown! a 10 días de WrestleMania 21, Reigns reanudó su feudo con Big Show luego de decirle que no sería capaz de vencer a Akebono. Reigns trató de demostrar ser más fuerte que Show, tratando de volcar un Jeep sin éxito. Luego Show le atacó con un "Chokeslam" y posteriormente volcó el Jeep. En WrestleMania 21, Reigns compitió en una Battle Royal de 30 hombres representando a SmackDown!, la cual fue ganada por la superestrella de SmackDown! Booker T. El 7 de abril, Reigns criticó a Big Show luego que Reigns digiera que Show había avergonzado a la marca SmackDown! al no vencer a Akebono en una Pelea de Sumo en WrestleMania. Debido a esto, ambos se enfrentaron el mismo día, siendo Reigns derrotado. Desde ese entonces Reigns luchó principalmente en Velocity, ganando la mayoría de sus combates hasta que pidió su despido de la empresa, que se cumplió el 11 de mayo de 2005. Según Wiese, la razón por la que pidió su despido se debió a diferencias creativas con Paul Heyman, ya Heyman tenía planes de que él y René Duprée fueran a RAW para ser equipo. Wiese en cambio deseaba formar un Stable con Christian y Tyson Tomko con Christian como el líder. Sin embargo, Heyman repetidamente rechazó la idea y entonces inmediatamente Wiese negoció su liberación. La última aparición de Reigns en WWE fue el 14 de abril en Velocity, derrotando a Funaki.

## En lucha
- Movimientos finales
  - Como Luther Reigns
    - Reign of Terror (Inverted front facelock flipped into a DDT)
    - Reigns Supreme (Sitout powerslam)[2][1]

  - As Horshu
    - Diving ropewalk elbow drop[11][12][13] – WCW
    - Diving shoulder block[14] – WCW
    - Shu-icide (Sitout powerslam)[2][1] – Circuito independiente

- Movimientos de firma
  - Backbreaker submission[15]
  - Big boot[16][17]
  - Multiple suplex variations 
    - Double underhook[11][12][13]
    - Leg hook belly to back[13]

  - Headlock[16][17]
  - Military press slam[4]

## Campeonatos y logros
- AWA Superstars of Wrestling
  - AWA Superstars of Wrestling World Heavyweight Championship (1 vez)[18]

- Pro Wrestling Illustrated
  - Situado en el puesto N.º80 de los PWI 500 en 2004[19][20]